# Brandýs nad Labem (stacja kolejowa)
Brandýs nad Labem – stacja kolejowa w Brandýsie nad Labem-Starej Boleslavi, w kraju środkowoczeskim, w Czechach. Znajduje się na wysokości 195 m n.p.m.
Jest zarządzana przez Správę železnic. Na stacji znajdują się kasy biletowe, na których istnieje możliwość zakupu biletów na wszystkie pociągi w tym międzynarodowe oraz rezerwacji miejsc. W bezpośredniej bliskości stacji znajduje się dworzec autobusowy komunikacji miejskiej.

## Linie kolejowe
- 074 Čelákovice - Neratovice